# 高谷寿峰
高谷 寿峰（たかや としみね、1952年2月9日 - 2017年12月16日）は、日本の政治家。北海道北斗市長（2期）。

## 来歴
北海道北斗市出身。1970年（昭和45年）3月、北海道大野農業高等学校卒業。同年、4月、旧上磯町役場に採用される。2003年（平成15年）5月、同町助役に就任。
2006年（平成18年）2月1日、上磯町と大野町が新設合併して北斗市が誕生。それと同時に北斗市長職務執行者に就任。同年3月、同市の助役・副市長に就任。2009年（平成21年）12月、辞任。
2010年（平成22年）2月28日に行われた北斗市長選挙に出馬し、前市議の山本正宏を破り初当選。投票率は60.65％。3月5日、市長に就任。
2014年（平成26年）、無投票で再選。
2017年（平成29年）11月27日から肺炎のため函館市立函館病院に入院していたが、同年12月16日午前11時3分死去。65歳没。叙正六位、旭日双光章追贈。